# بازیل یامکام
بازیل یامکام (فرانسوی: Basile Yamkam‎؛ زادهٔ ۲ ژانویهٔ ۱۹۹۸) بازیکن فوتبال اهل کامرون است.
وی همچنین در تیم ملی فوتبال کامرون بازی کرده است.